# Diasemopsis aethiopica
Diasemopsis aethiopica är en tvåvingeart som först beskrevs av Camillo Rondani 1873.  Diasemopsis aethiopica ingår i släktet Diasemopsis och familjen Diopsidae. Inga underarter finns listade i Catalogue of Life.